# Clinical Linguistics and Phonetics
Clinical Linguistics and Phonetics is een internationaal, aan collegiale toetsing onderworpen wetenschappelijk tijdschrift op het gebied van de audiologie en de logopedie. De naam wordt in literatuurverwijzingen meestal afgekort tot Clin. Linguist. Phon. Het wordt uitgegeven door Informa Healthcare en verschijnt 8 keer per jaar.